# Chirino
Chirino (Cherino, Cumbaraja), neklasificirana porodica indijanskih jezika koja obuvača istoimeno pleme i jezik iz Ekvadora. Jezik chirino Mason 1950. klasificira u veliku porodicu Macro-Chibchan, Rivet i Loukotka (1952.) vode kao jednu od 108 južnoameričkih porodica. Neki jezikoslovci danas ga povezuju s jezikom Indijanaca Candoshi i Murato, u širu grupu Candoshi-Chirino, a uz jezike jívaro, cahuapanan i cofán u veliku porodicu jivaroan.
Teritorij Chirino Indijanaca prostirao se uz rijeku Chinchipe i istočno od nje. Od njihovih riječi očuvale su se samo yungo (water; voda); yugato (maize; kukuruz); xumás (firewoosd; drvo za ogrjev) i paxquiro (grass; trava). Svi jezici u području Jaena i Bague nestali su u 16. stoljeću.
Područje nastanjeno Chirinosima prvi istražuju Alonso de Alvarado (1535) i Juan Porcel između 1545 i 1546. te Diego Palomino 1548. koji ostavlja nešto podataka o njima. Za njih kaže da žive u velikim kućama a bave se uzgojem kukuruza, manioke, slatkog krumpira i drugog bilja, a oko kuća uzgajaju voće i palme. Chirino po Palominu imaju i nešto ljama iz čije vune sebi tkaju košulje. Bili su ratoborni, priznavali su ratne vođe, a političke organizacije nisu imali. Od oružja imali su koplja, kijače i štitove. Nije ih bilo više od 3.000.